# Hajime Katō
Hajime Katō (加藤土師萌, Katō Hajime), né le 7 mars 1900 – mort le 25 septembre 1968, est un potier japonais, nommé Trésor national vivant du Japon en 1961.

## Biographie
Né à Seto dans la préfecture d'Aichi, Hajime Katō est assistant à l'école de céramique de la préfecture d'Aichi jusqu'en 1921. En 1926, il s'installe à Mino dans la préfecture de Gifu où il continue ses recherches et expériences en poterie. En 1927, il remporte un prix lors de la 8e exposition de l'Académie impériale des arts (de nos jours Académie japonaise des arts). En 1937, il remporte le Grand Prix de l'Exposition internationale des « Arts et des Techniques appliqués à la Vie moderne » à Paris. Pendant la guerre, il vit à Yokohama et étudie la porcelaine chinoise des Ming.
Après la guerre, il est nommé professeur du département de céramique à l'université des arts de Tokyo. Le 27 avril 1961, il est nommé trésor national vivant pour les émaux de porcelaine. En 1966, il devient président de l'Association d'artisanat du Japon et membre du comité d'experts sur le Conseil pour la protection des biens culturels. En 1967, il est nommé professeur émérite de l'université des arts de Tokyo. La même année, la médaille du ruban pourpre lui est décernée au nom de l'empereur.
Il a formé à l'art de la poterie le céramiste Osamu Suzuki, Trésor national vivant du Japon depuis 1994.

## Œuvres
Hajime Katō reçoit une commande pour décorer la salle d'audience Take-no-ma du nouveau palais impérial de Tokyo. Son grand vase à couvercle à brocart vert Midoriji kinrande kazari tsubo 緑地金襴手飾壺 fait 1,53 m de hauteur,. Dans la même pièce sont exposées des œuvres de Tatsuaki Kuroda et Heihachirō Fukuda.

## Source de la traduction
- (en) Cet article est partiellement ou en totalité issu de l’article de Wikipédia en anglais intitulé « Hajime Katō (potter) » (voir la liste des auteurs).